# Partido Objetivista
O Partido Objetivista é um partido político nos Estados Unidos que busca promover a filosofia da Ayn Rand o Objetivismo no domínio político.
O partido foi formado em 2 de fevereiro de 2008 por Tom Stevens; a data foi escolhida para coincidir com a data do nascimento de Rand. Atualmente não há Objectivistas no Congresso. O Partido Objectivista representa os direitos individuais e o capitalismo.
O Conselho Diretor do partido atualmente é formado pelo fundador Tom Stevens, Alden Link, Dodge P. Landesman e Assistente Executivo John Connor.
Existem vários feriados comemorados no Partido Objectivista, como Dia do Comércio Livre, Dia da Exploração Espacial e Dia dos Direitos Individuais, todos declarados por Stevens.

## Campanha presidencial de 2008
Os indicados do Partido Objetivista na campanha presidencial dos Estados Unidos em 2008 foram Tom Stevens para  Presidente e Alden Link para Vice-Presidente. Ambos eram delegados do Partido Libertário dos Estados Unidos em 2008, em que Stevens foi reeleito para o Comitê Judiciário do Partido Libertário.